# Берзауне
Бе́рзауне (латыш. Bērzaune) — населённый пункт в Мадонском крае Латвии. Входит в состав Берзаунской волости. Находится на реке Берзауне (приток Ароны) у перекрёстка региональных автодорог P37 и P81. На востоке граничит с волостным центром — селом Саулескалнс.
Расстояние до города Мадона составляет около 13 км. По данным на 2017 год, в населённом пункте проживало 343 человека. Есть начальная школа, почта, несколько магазинов, лютеранская церковь.
Руины Берзаунского замка являются археологическим памятником государственного значения, а надгробная плита Тизенгаузена в лютеранской церкви является национальным памятником искусства.

## История
В советское время населённый пункт был центром Берзаунского сельсовета Мадонского района. В селе располагалась центральная усадьба совхоза «Гайзиньш».